# Canthus (mythologie)
Canthus (Oudgrieks: Κάνθος) was in de Griekse mythologie een van de argonauten. Hij was ofwel de zoon van Canethus en kleinzoon van Abas, ofwel de zoon van Abas uit Euboea. Hij werd in Libië gedood door Cephalion of Caphaurus.